# Dioptis
Dioptis är ett släkte av fjärilar. Dioptis ingår i familjen tandspinnare.

## Bildgalleri

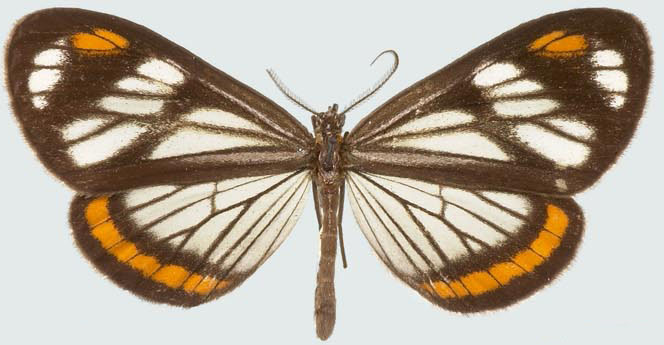
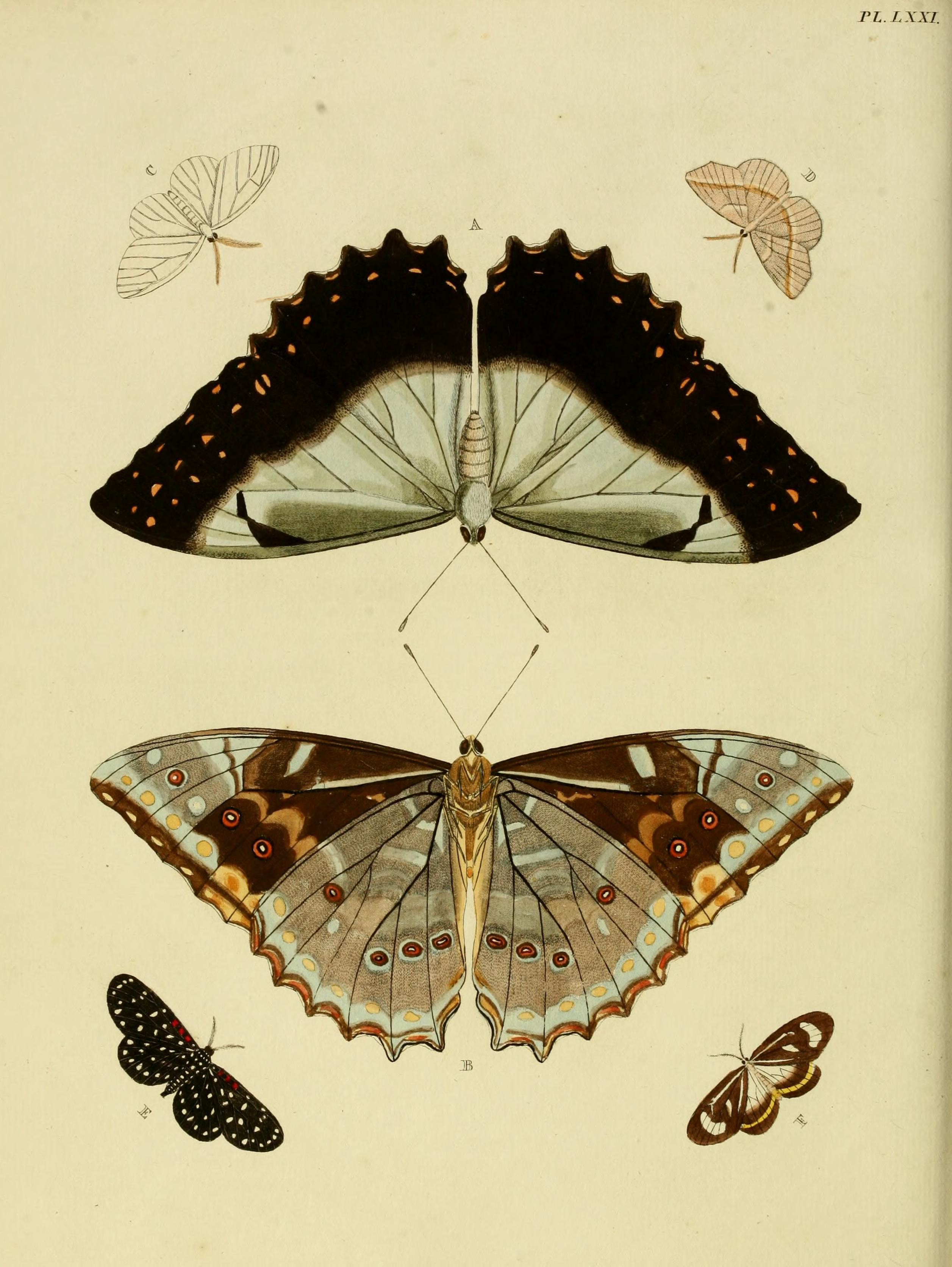

## Dottertaxa tillDioptis, i alfabetisk ordning[1]
- Dioptis aeliana
- Dioptis albifasciata
- Dioptis angustifacia
- Dioptis areolata
- Dioptis beroea
- Dioptis candelaria
- Dioptis charila
- Dioptis charon
- Dioptis cheledonis
- Dioptis climax
- Dioptis columbiana
- Dioptis curvifascia
- Dioptis cyma
- Dioptis dentistriga
- Dioptis egla
- Dioptis fatima
- Dioptis ilerdina
- Dioptis impleta
- Dioptis incerta
- Dioptis indentata
- Dioptis leucothyris
- Dioptis melda
- Dioptis meon
- Dioptis nigrivenis
- Dioptis nivea
- Dioptis onega
- Dioptis opaca
- Dioptis pallene
- Dioptis pandates
- Dioptis paracyma
- Dioptis pellucida
- Dioptis peregrina
- Dioptis phaedima
- Dioptis phelina
- Dioptis proix
- Dioptis quirites
- Dioptis restricta
- Dioptis roraima
- Dioptis stenothyris
- Dioptis symoides
- Dioptis tessmanni
- Dioptis trailii
- Dioptis uniguttata
- Dioptis vacuata
- Dioptis vitrifera
- Dioptis zarza